# Otto Fritz Meyerhof
Otto Fritz Meyerhof (Hannover, 12 aprile 1884 – Filadelfia, 6 ottobre 1951) è stato un medico e biochimico tedesco, vincitore del Premio Nobel per la Medicina nel 1922.
Nato in una famiglia benestante (il padre era un mercante ebreo che si trasferì poco dopo la sua nascita a Berlino), all'età di 16 anni contrasse una patologia ai reni che lo costrinse a letto. Tale periodo di inattività forzata ebbe una grande influenza su di lui che si dedicò alla lettura, allo studio e all'arte. In seguito si immatricolò presso la locale facoltà di medicina. Continuò i propri studi a Friburgo, Strasburgo e Heidelberg. Si laureò nel 1909 con una tesi in psichiatria e si dedicò a psicologia e filosofia pubblicando due lavori: Beiträge zur psychologischen Theorie der Geistesstörungen (Contributo alla teoria psicologica dei disturbi mentali) e Goethes Methoden der Naturforschung (Sul metodo Goethiano di ricerca scientifica).
Ad Heidelberg, conobbe Hedwig Schallenberg, che in seguito divenne sua moglie. Ebbero tre figli, una femmina e due maschi. Fu sempre ad Heidelberg che conobbe Otto Heinrich Warburg che lo influenzò con la propria passione per la fisiologia, la biochimica e in particolare per la fisiologia cellulare.
Nel 1922 venne insignito del premio Nobel, che condivise con Archibald Vivian Hill, per la propria scoperta dell'esistenza di una relazione determinata fra consumo di ossigeno e metabolismo dell'acido lattico nel tessuto muscolare ovvero sulla glicolisi, detta anche via d'Embden-Meyerhof-Parnas.
Nel 1938, a causa del nazismo fu costretto a emigrare a Parigi e nel 1940 si trasferì negli Stati Uniti ove divenne professore di Chimica Fisiologica alla Università della Pennsylvania.
Nel 1944 ebbe un primo attacco di cuore; nel 1951 un secondo infarto mise fine alla sua vita.